# Batang Padang
Batang Padang is een district in de Maleisische deelstaat Perak.
Het district telt 179.000 inwoners op een oppervlakte van 2700 km².